# Kurzbahneuropameisterschaften 1998
| Kurzbahneuropameisterschaften 1998 | Kurzbahneuropameisterschaften 1998 |
| ---------------------------------- | ---------------------------------- |
| Veranstaltungsort                  | Sheffield                          |
| Teilnehmende Nationen              | 34                                 |
| Teilnehmende Athleten              | 355                                |
| Entscheidungen                     | 38                                 |
| Eröffnung                          | 11. Dezember 1998                  |
| Abschluss                          | 13. Dezember 1998                  |

| Medaillenspiegel | Medaillenspiegel                | Medaillenspiegel | Medaillenspiegel | Medaillenspiegel | Medaillenspiegel |
| Platz            | Land                            | G                | S                | B                | Gesamt           |
| ---------------- | ------------------------------- | ---------------- | ---------------- | ---------------- | ---------------- |
| 1                | Deutschland                     | 10               | 8                | 5                | 23               |
| 2                | Vereinigtes Königreich          | 7                | 5                | 9                | 21               |
| 3                | Niederlande                     | 6                | 5                | 4                | 15               |
| 4                | Schweden                        | 3                | 6                | 6                | 15               |
| 5                | Slowakei                        | 3                | 1                | 0                | 4                |
| 6                | Polen                           | 3                | 0                | 0                | 3                |
| 7                | Italien                         | 1                | 2                | 1                | 4                |
| 8                | Dänemark                        | 1                | 1                | 2                | 4                |
| 9                | Tschechien                      | 1                | 0                | 2                | 3                |
| 10               | Finnland                        | 1                | 0                | 1                | 2                |
| 11               | Belgien Island Kroatien Schweiz | 1                | 0                | 0                | 1                |
| 15               | Spanien Ukraine                 | 0                | 2                | 2                | 4                |
| 17               | Österreich                      | 0                | 1                | 2                | 2                |
| 18               | Frankreich Litauen Slowenien    | 0                | 1                | 0                | 1                |
| 21               | Israel Russland                 | 0                | 0                | 1                | 1                |

Die Kurzbahneuropameisterschaften 1998 im Schwimmen fanden vom 11. bis 13. Dezember 1998 in Sheffield statt und wurden vom europäischen Schwimmverband LEN organisiert.
Die Wettkämpfe fanden im Ponds Forge International Sports Centre statt.

## Zeichenerklärung
- WR – Weltrekord
- ER – Europarekord

## Schwimmen Männer

### Freistil

#### 50 m Freistil
| Platz | Land            | Athlet                    | Zeit        |
| ----- | --------------- | ------------------------- | ----------- |
| 1     | Verein. Königr. | Mark Foster               | 00:21,31 WR |
| 2     | Niederlande     | Mark Veens                | 00:21,79    |
| 3     | Niederlande     | Pieter van den Hoogenband | 00:21,87    |

#### 100 m Freistil
| Platz | Land        | Athlet                    | Zeit     |
| ----- | ----------- | ------------------------- | -------- |
| 1     | Schweden    | Lars Frölander            | 00:47,54 |
| 2     | Niederlande | Pieter van den Hoogenband | 00:47,68 |
| 3     | Niederlande | Mark Veens                | 00:47,97 |

#### 200 m Freistil
| Platz | Land        | Athlet                    | Zeit     |
| ----- | ----------- | ------------------------- | -------- |
| 1     | Niederlande | Pieter van den Hoogenband | 01:44,00 |
| 2     | Italien     | Massimiliano Rosolino     | 01:44,92 |
| 3     | Dänemark    | Jacob Carstensen          | 01:45,55 |

#### 400 m Freistil
| Platz | Land     | Athlet                | Zeit        |
| ----- | -------- | --------------------- | ----------- |
| 1     | Italien  | Emiliano Brembilla    | 03:40,45 ER |
| 2     | Italien  | Massimiliano Rosolino | 03:42,87    |
| 3     | Dänemark | Jacob Carstensen      | 03:43,56    |

#### 1500 m Freistil
| Platz | Land            | Athlet             | Zeit     |
| ----- | --------------- | ------------------ | -------- |
| 1     | Verein. Königr. | Graeme Smith       | 14:42,29 |
| 2     | Ukraine         | Igor Snitko        | 14:51,70 |
| 3     | Italien         | Emiliano Brembilla | 14:53,45 |

### Schmetterling

#### 50 m Schmetterling
| Platz | Land            | Athlet          | Zeit        |
| ----- | --------------- | --------------- | ----------- |
| 1     | Kroatien        | Miloš Milošević | 00:23,30 WR |
| 2     | Verein. Königr. | Mark Foster     | 00:23,34    |
| 3     | Schweden        | Lars Frölander  | 00:23,48    |

#### 100 m Schmetterling
| Platz | Land            | Athlet          | Zeit        |
| ----- | --------------- | --------------- | ----------- |
| 1     | Verein. Königr. | James Hickman   | 00:51,04 WR |
| 2     | Schweden        | Lars Frölander  | 00:51,11    |
| 3     | Ukraine         | Denys Sylantjew | 00:51,87    |

#### 200 m Schmetterling
| Platz | Land            | Athlet          | Zeit     |
| ----- | --------------- | --------------- | -------- |
| 1     | Verein. Königr. | James Hickman   | 01:52,96 |
| 2     | Ukraine         | Denys Sylantjew | 01:54,13 |
| 3     | Deutschland     | Thomas Rupprath | 01:54,99 |

### Rücken

#### 50 m Rücken
| Platz | Land        | Athlet          | Zeit        |
| ----- | ----------- | --------------- | ----------- |
| 1     | Deutschland | Thomas Rupprath | 00:24,13 WR |
| 2     | Deutschland | Stev Theloke    | 00:24,66    |
| 3     | Schweden    | Daniel Carlsson | 00:24,67    |

#### 100 m Rücken
| Platz | Land        | Athlet             | Zeit     |
| ----- | ----------- | ------------------ | -------- |
| 1     | Deutschland | Stev Theloke       | 00:52,71 |
| 2     | Litauen     | Darius Grigalionis | 00:53,41 |
| 3     | Israel      | Eithan Urbach      | 00:53,64 |

#### 200 m Rücken
| Platz | Land            | Athlet        | Zeit     |
| ----- | --------------- | ------------- | -------- |
| 1     | Island          | Örn Arnarson  | 01:55,16 |
| 2     | Verein. Königr. | Adam Ruckwood | 01:55,19 |
| 3     | Spanien         | Jorge Sanchez | 01:55,25 |

### Brust

#### 50 m Brust
| Platz | Land        | Athlet               | Zeit        |
| ----- | ----------- | -------------------- | ----------- |
| 1     | Deutschland | Mark Warnecke        | 00:26,70 WR |
| 2     | Schweden    | Patrik Isaksson      | 00:27,21    |
| 3     | Österreich  | Patrick Schmollinger | 00:27,60    |

#### 100 m Brust
| Platz | Land        | Athlet          | Zeit     |
| ----- | ----------- | --------------- | -------- |
| 1     | Schweden    | Patrik Isaksson | 00:59,22 |
| 2     | Deutschland | Mark Warnecke   | 00:59,77 |
| 3     | Deutschland | Jens Kruppa     | 00:59,89 |

#### 200 m Brust
| Platz | Land            | Athlet            | Zeit     |
| ----- | --------------- | ----------------- | -------- |
| 1     | Verein. Königr. | Adam Whitehead    | 02:08,54 |
| 2     | Frankreich      | Stéphan Perrot    | 02:09,41 |
| 3     | Österreich      | Maxim Podoprigora | 02:10,09 |

### Lagen

#### 100 m Lagen
| Platz | Land            | Athlet        | Zeit     |
| ----- | --------------- | ------------- | -------- |
| 1     | Finnland        | Jani Sievinen | 00:53,64 |
| 2     | Deutschland     | Jens Kruppa   | 00:54,00 |
| 3     | Verein. Königr. | James Hickman | 00:54,45 |

#### 200 m Lagen
| Platz | Land            | Athlet        | Zeit     |
| ----- | --------------- | ------------- | -------- |
| 1     | Verein. Königr. | James Hickman | 01:56,36 |
| 2     | Niederlande     | Marcel Wouda  | 01:56,51 |
| 3     | Finnland        | Jani Sievinen | 01:57,14 |

#### 400 m Lagen
| Platz | Land        | Athlet           | Zeit     |
| ----- | ----------- | ---------------- | -------- |
| 1     | Niederlande | Marcel Wouda     | 04:07,70 |
| 2     | Spanien     | Frederik Hviid   | 04:12,13 |
| 3     | Deutschland | Christian Keller | 04:12,56 |

### Staffel

#### Staffel 4 × 50 m Freistil
| Platz | Land            | Athleten                                                                   | Zeit        |
| ----- | --------------- | -------------------------------------------------------------------------- | ----------- |
| 1     | Niederlande     | - Mark Veens - Johan Kenkhuis - Stefan Aartsen - Pieter van den Hoogenband | 01:26,99 WR |
| 2     | Verein. Königr. | - Mark Foster - James Hickman - Simon Handley - Sion Brinn                 | 01:27,74    |
| 3     | Deutschland     | - Stephan Kunzelmann - Lars Conrad - Alexander Lüderitz - Carsten Dehmlow  | 01:28,01    |

#### Staffel 4 × 50 m Lagen
| Platz | Land            | Athleten                                                                    | Zeit        |
| ----- | --------------- | --------------------------------------------------------------------------- | ----------- |
| 1     | Deutschland     | - Thomas Rupprath - Mark Warnecke - Alexander Lüderitz - Stephan Kunzelmann | 01:35,51 WR |
| 1     | Schweden        | - Daniel Carlsson - Patrik Isaksson - Jonas Åkesson - Lars Frölander        | 01:35,51 WR |
| 3     | Verein. Königr. | - James Hickman - Darren Mew - Mark Foster - Sion Brinn                     | 01:36,11    |

## Schwimmen Frauen

### Freistil

#### 50 m Freistil
| Platz | Land            | Athlet         | Zeit     |
| ----- | --------------- | -------------- | -------- |
| 1     | Niederlande     | Inge de Bruijn | 00:24,41 |
| 2     | Deutschland     | Katrin Meißner | 00:24,79 |
| 3     | Verein. Königr. | Sue Rolph      | 00:24,80 |

#### 100 m Freistil
| Platz | Land            | Athlet            | Zeit     |
| ----- | --------------- | ----------------- | -------- |
| 1     | Verein. Königr. | Sue Rolph         | 00:53,84 |
| 2     | Slowakei        | Martina Moravcová | 00:53,93 |
| 3     | Schweiz         | Louise Jöhncke    | 00:53,97 |

#### 200 m Freistil
| Platz | Land        | Athlet                | Zeit        |
| ----- | ----------- | --------------------- | ----------- |
| 1     | Slowakei    | Martina Moravcová     | 01:55,12 ER |
| 2     | Deutschland | Franziska van Almsick | 01:57,05    |
| 3     | Schweden    | Louise Jöhncke        | 01:57,39    |

#### 400 m Freistil
| Platz | Land            | Athlet       | Zeit     |
| ----- | --------------- | ------------ | -------- |
| 1     | Niederlande     | Carla Geurts | 04:08,05 |
| 2     | Verein. Königr. | Vicki Horner | 04:09,02 |
| 3     | Verein. Königr. | Karen Legg   | 04:09,66 |

#### 800 m Freistil
| Platz | Land            | Athlet           | Zeit     |
| ----- | --------------- | ---------------- | -------- |
| 1     | Schweiz         | Flavia Rigamonti | 08:27,85 |
| 2     | Niederlande     | Carla Geurts     | 08:29,20 |
| 3     | Verein. Königr. | Sarah Collings   | 08:33,70 |

### Schmetterling

#### 50 m Schmetterling
| Platz | Land        | Athlet                | Zeit        |
| ----- | ----------- | --------------------- | ----------- |
| 1     | Niederlande | Inge de Bruijn        | 00:26,09 ER |
| 2     | Schweden    | Anna-Karin Kammerling | 00:26,30    |
| 3     | Schweden    | Johanna Sjöberg       | 00:26,76    |

#### 100 m Schmetterling
| Platz | Land        | Athlet            | Zeit        |
| ----- | ----------- | ----------------- | ----------- |
| 1     | Slowakei    | Martina Moravcová | 00:57,72 ER |
| 2     | Schweden    | Johanna Sjöberg   | 00:58,17    |
| 3     | Niederlande | Inge de Bruijn    | 00:58,47    |

#### 200 m Schmetterling
| Platz | Land     | Athlet          | Zeit     |
| ----- | -------- | --------------- | -------- |
| 1     | Dänemark | Sophia Skou     | 02:07,68 |
| 2     | Dänemark | Mette Jacobsen  | 02:07,92 |
| 3     | Schweden | Johanna Sjöberg | 02:08,21 |

### Rücken

#### 50 m Rücken
| Platz | Land        | Athlet            | Zeit        |
| ----- | ----------- | ----------------- | ----------- |
| 1     | Deutschland | Sandra Völker     | 00:27,27 WR |
| 2     | Schweden    | Therese Alshammar | 00:28,46    |
| 3     | Tschechien  | Alena Nývltová    | 00:28,47    |

#### 100 m Rücken
| Platz | Land        | Athlet             | Zeit     |
| ----- | ----------- | ------------------ | -------- |
| 1     | Deutschland | Sandra Völker      | 00:59,84 |
| 2     | Deutschland | Antje Buschschulte | 00:59,97 |
| 3     | Tschechien  | Alena Nývltová     | 01:00,40 |

#### 200 m Rücken
| Platz | Land            | Athlet             | Zeit     |
| ----- | --------------- | ------------------ | -------- |
| 1     | Deutschland     | Antje Buschschulte | 02:07,31 |
| 2     | Verein. Königr. | Helen Don-Duncan   | 02:09,83 |
| 3     | Russland        | Julia Fomenko      | 02:10,38 |

### Brust

#### 50 m Brust
| Platz | Land            | Athlet         | Zeit     |
| ----- | --------------- | -------------- | -------- |
| 1     | Deutschland     | Sylvia Gerasch | 00:31,43 |
| 2     | Österreich      | Vera Lischka   | 00:31,61 |
| 3     | Verein. Königr. | Jaime King     | 00:31,69 |

#### 100 m Brust
| Platz | Land    | Athlet              | Zeit     |
| ----- | ------- | ------------------- | -------- |
| 1     | Belgien | Brigitte Becue      | 01:07,71 |
| 1     | Polen   | Alicja Pęczak       | 01:07,71 |
| 3     | Ukraine | Switlana Bondarenko | 01:07,86 |

#### 200 m Brust
| Platz | Land        | Athlet          | Zeit     |
| ----- | ----------- | --------------- | -------- |
| 1     | Polen       | Alicja Pęczak   | 02:25,18 |
| 2     | Spanien     | Lourdes Becerra | 02:26,13 |
| 3     | Deutschland | Anne Poleska    | 02:26,21 |

### Lagen

#### 100 m Lagen
| Platz | Land            | Athlet            | Zeit        |
| ----- | --------------- | ----------------- | ----------- |
| 1     | Slowakei        | Martina Moravcová | 01:00,43 WR |
| 2     | Slowenien       | Nataša Kejžar     | 01:02,26    |
| 3     | Verein. Königr. | Sue Rolph         | 01:02,39    |

#### 200 m Lagen
| Platz | Land            | Athlet        | Zeit     |
| ----- | --------------- | ------------- | -------- |
| 1     | Polen           | Alicja Pęczak | 02:12,05 |
| 2     | Deutschland     | Nicole Hetzer | 02:13,05 |
| 3     | Verein. Königr. | Sue Rolph     | 02:13,19 |

#### 400 m Lagen
| Platz | Land        | Athlet          | Zeit     |
| ----- | ----------- | --------------- | -------- |
| 1     | Tschechien  | Hana Černá      | 04:36,03 |
| 2     | Deutschland | Nicole Hetzer   | 04:36,37 |
| 3     | Spanien     | Lourdes Becerra | 04:39,56 |

### Staffel

#### Staffel 4 × 50 m Freistil
| Platz | Land            | Athleten                                                             | Zeit        |
| ----- | --------------- | -------------------------------------------------------------------- | ----------- |
| 1     | Deutschland     | - Katrin Meißner - Simone Osygus - Marianne Hinners - Sandra Völker  | 01:39,56 WR |
| 2     | Niederlande     | - Angela Postma - Nienke Valen - Wilma van Hofwegen - Inge de Bruijn | 01:40,05    |
| 3     | Verein. Königr. | - Alison Sheppard - Claire Huddart - Karen Pickering - Sue Rolph     | 01:40,11    |

#### Staffel 4 × 50 m Lagen
| Platz | Land        | Athleten                                                                      | Zeit        |
| ----- | ----------- | ----------------------------------------------------------------------------- | ----------- |
| 1     | Deutschland | - Sandra Völker - Sylvia Gerasch - Franziska van Almsick - Katrin Meißner     | 01:50,13 WR |
| 2     | Schweden    | - Therese Alshammar - Maria Östling - Johanna Sjöberg - Anna-Karin Kammerling | 01:50,84    |
| 3     | Niederlande | - Brenda Starink - Madelon Baans - Inge de Bruijn - Angela Postma             | 01:51,01    |